# 国际马铃薯年

2008國際馬鈴薯年簡體中文標識

2005年聯合國通過決議宣布2008年為“國際馬鈴薯年”（International Year of the Potato），旨在增強世界人民對馬鈴薯的重視。

## 背景
2005年11月，在聯合國糧食及農業組織大會上，秘魯常駐代表提出一項尋求將世界關注重重點轉移到馬鈴薯對糧食安全以及增強發展中國家對于馬鈴薯種植的重要性的提議，此提議在當年獲得通過，聯合國宣布認定2008年為國際馬鈴薯年

## 外部連結
國際馬鈴薯年（页面存档备份，存于）